# (100377) 1995 VH
(100377) 1995 VH es un asteroide perteneciente al cinturón de asteroides, descubierto el 1 de noviembre de 1995 por Takao Kobayashi desde el Observatorio de Ōizumi, Ōizumi, Japón.

## Designación y nombre
Designado provisionalmente como 1995 VH =.

## Características orbitales
1995 VH está situado a una distancia media del Sol de 3,088 ua, pudiendo alejarse hasta 3,709 ua y acercarse hasta 2,467 ua. Su excentricidad es 0,200 y la inclinación orbital 12,48 grados. Emplea 1982 días en completar una órbita alrededor del Sol.

## Características físicas
La magnitud absoluta de 1995 VH es 13,9. Tiene 6,058 km de diámetro y su albedo se estima en 0,175.